# Локалита Интерпорто Ривалта (Алесандрија)
Локалита Интерпорто Ривалта је насеље у Италији у округу Алесандрија, региону Пијемонт.
Према процени из 2011. у насељу је живело 1 становника. Насеље се налази на надморској висини од 133 м.